# أنظمة القيادة الهيدروليكية

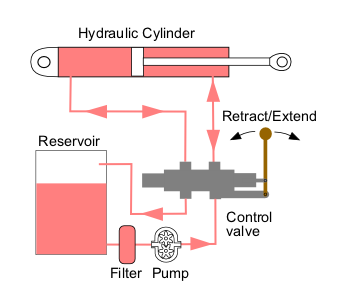
دائرة هيدروليكية بسيطة مفتوحة المركز.

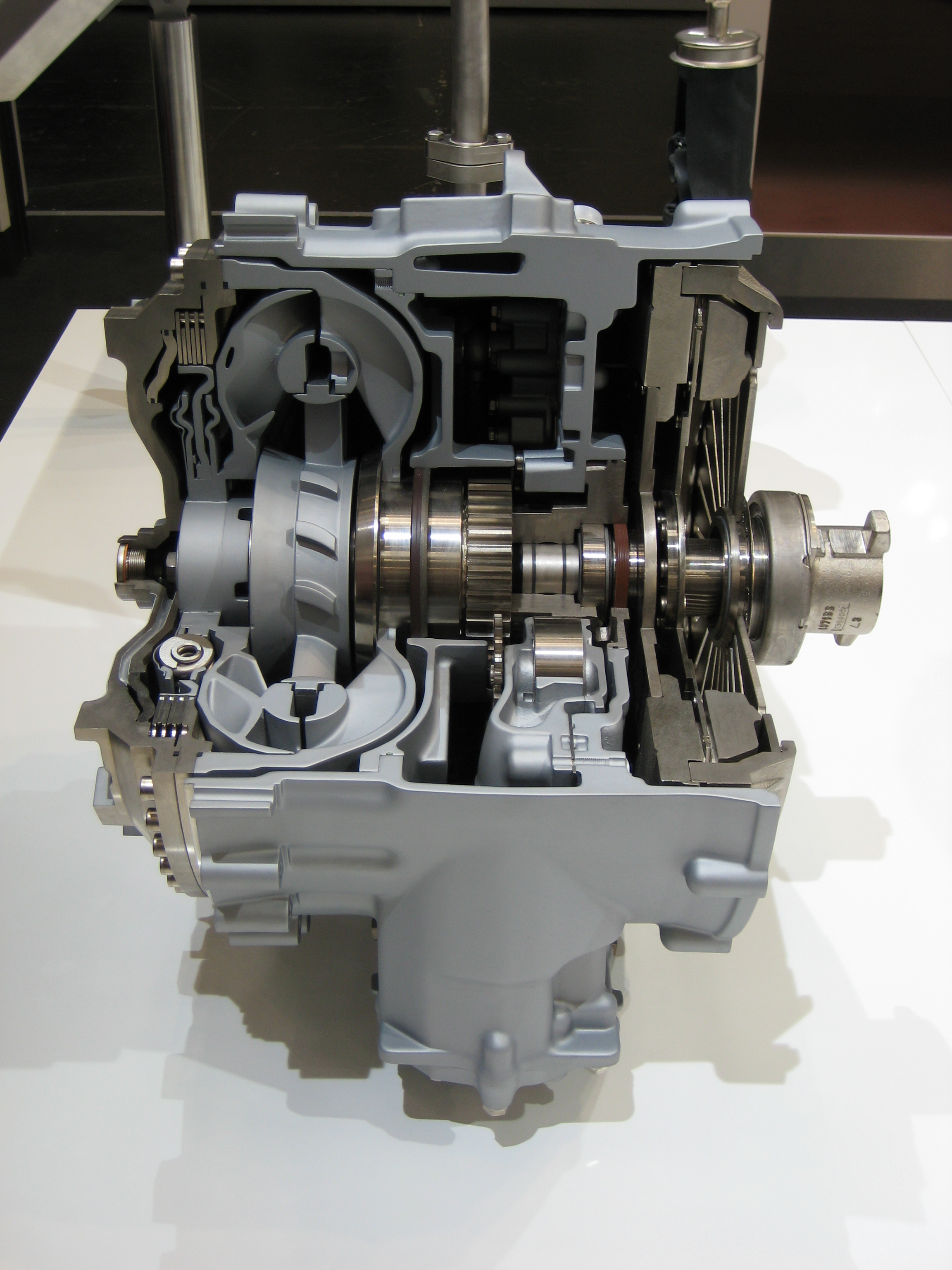
مكون ناقل الحركة الهيدروديناميكي (نصف اليسار) كجزء من مجموعة نقل الحركة لآلة البناء

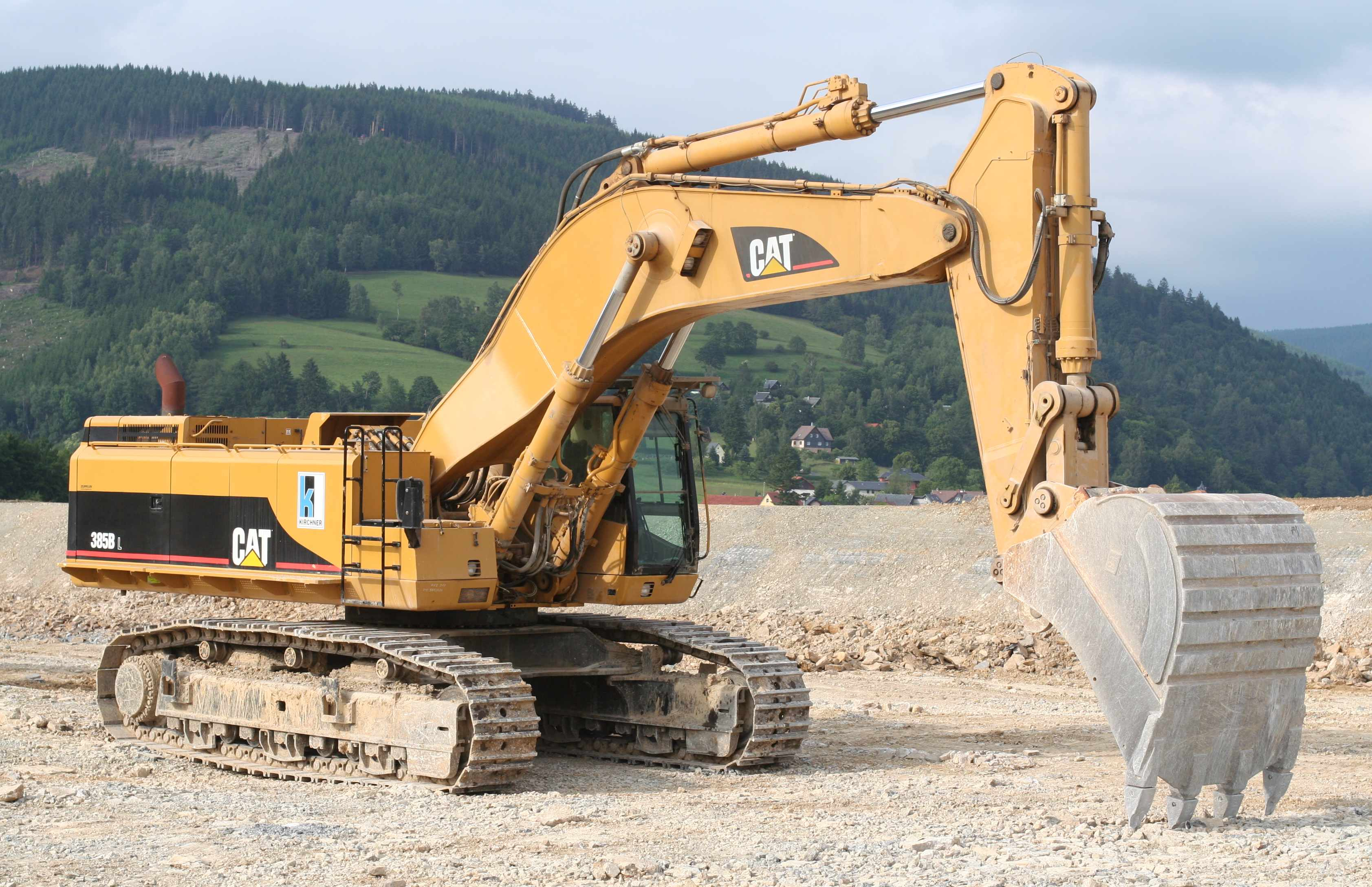
حفارة المكونات الهيدروليكية الرئيسية: أسطوانات ذراع الرافعة، محرك متأرجح، مروحة تبريد ومحرك الجنزير

أنظمة القيادة الهيدروليكية (بالإنجليزية: Hydraulic machinery)، تعرف بأنها أحد أنظمة نقل القدرة والتي تستعمل طاقة السوائل لنقل الحركة في آلة بواسطة نظام هيدروليكي.
الآلات الهيدروليكية تستخدم الطاقة السائلة لأداء العمل. مركبات البناء الثقيلة هي مثال شائع لتلك الآلية. في هذا النوع من الماكينات، يتم ضخ السائل الهيدروليكي إلى محركات هيدروليكية مختلفة وأسطوانات هيدروليكية في جميع أنحاء الماكينة ويصبح مضغوطًا وفقًا للمقاومة الحالية. يتم التحكم في السائل بشكل مباشر أو تلقائيًا بواسطة صمامات التحكم ويتم توزيعه عبر الخراطيم أو الأنابيب.
تعتمد الأنظمة الهيدروليكية، مثل الأنظمة الهوائية، على قانون باسكال الذي ينص على أن أي ضغط يتم تطبيقه على سائل داخل نظام مغلق سينقل هذا الضغط بالتساوي في كل مكان وفي جميع الاتجاهات. يستخدم النظام الهيدروليكي سائلًا مضغوطًا، بدلاً من غاز مضغوط.
ترجع شعبية الآلات الهيدروليكية إلى المقدار الكبير جدًا من الطاقة التي يمكن نقلها عبر الأنابيب الصغيرة والخراطيم المرنة، وكثافة الطاقة العالية والمجموعة الواسعة من المحركات التي يمكنها الاستفادة من هذه القوة، والتكاثر الهائل للقوى التي يمكن تحقيقه من خلال الضغط على مساحات كبيرة نسبياً. يتمثل أحد العيوب، مقارنةً بالآلات التي تستخدم التروس والأعمدة، في أن أي نقل للطاقة ينتج عنه بعض الخسائر بسبب مقاومة تدفق السوائل عبر الأنابيب.

## مبدأ القيادة الهيدروليكية

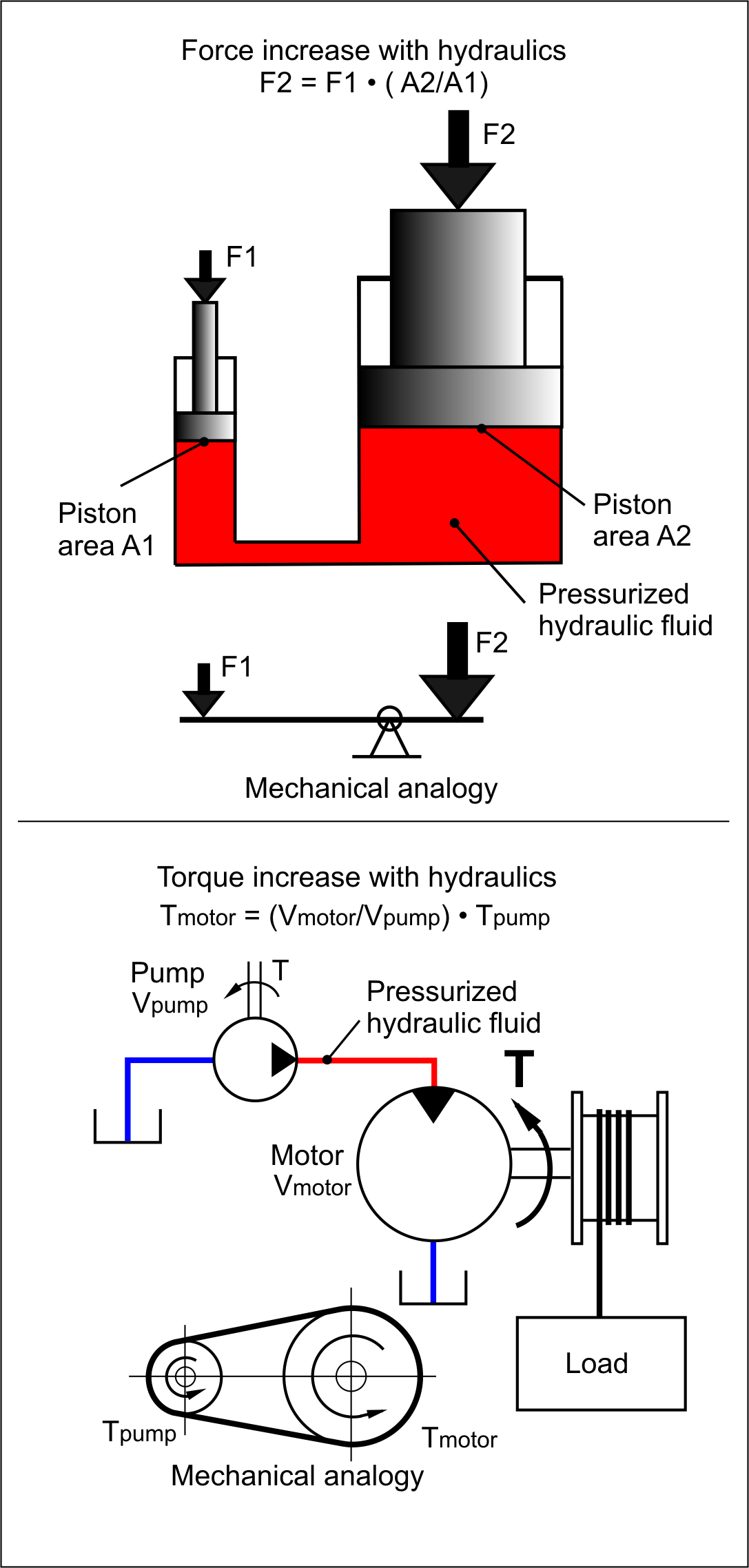
الميزات الأساسية لاستخدام المكونات الهيدروليكية مقارنة بالميكانيكا من أجل زيادة / نقص القوة وعزم الدوران في ناقل الحركة.

يشكل قانون باسكال الأساس الفيزيائي لعمل أنظمة القيادة الهيدروليكية. وينص قانون باسكال على أن ضغط السائل المحصور في حيز مغلق ينتقل بكامله وبانتظام إلى جميع أجزاء السائل ويعمل في جميع الاتجاهات. بالتالي يمكن أن تنتج قوة صغيرة مطبقة على سطح مكبس صغير قوة كبيرة على مكبس كبير جراء انتقال الضغط في السائل. وتلك هي طريقة عمل المكابس التي تكبس الورق أو تكبس المخلفات الزراعية، وغيرها.
كما أمكن تطبيق تلك التقنية في أوائل القرن العشرين لتسيير السفن، ثم طبقت في السيارات.

## تأريخ
مع بداية القرن العشرين عاهد بناء السفن إحدى المشاكل الهامة، وهي كيفية خفض معدل عالي لدوران توربين بخاري ذو قدرة عالية إلى عدد دورات في الدقيقة منخفض، حتى يمكن رفع كفاءة أداء الآلة. ولم يكن حتى ذلك الوقت قد تم اختراع صندوق التروس ذو قدرة عالية. ووجد المهندسون حلا لذلك في نظام هيدروليكي يعمل بسائل: ويتكون النظام من طلمبة تعمل في حلقة أنبابيب مغلقة؛ تشفط الطلمبة السائل من خزان وتضغطه في حلقة الأنبوب ليصل إلى توربين. في التوربين تتحول قوة تدفق السائل إلى حركة دورانية ميكانيكية. وما يخرج من السائل من التوربين ينتقل إلى حلقة الأنبوب ليعود إلى الخزان.
ولكن فصل التوربين عن الطلمبة يتسبب في فقد كبير في التدفق بسبب احتكاك السائل في جدران الأنابيب، واحتكاك السائل بنفسه، واحتكاك عند الدخول والخروج. فإذا أمكن جمع الثلاثة عناصر (طلمبة، توربين، أنابيب) في جهاز واحد أمكن بذلك خفض الفاقد في الطاقة.
حصل جوزيف براما على براءة اختراع للمكبس الهيدروليكي في عام 1795. أثناء العمل في متجر هنري مودسلي اقترح هنري مودسلي تغليف كوب جلدي.  نظرًا لأنها حققت نتائج فائقة، فقد أزاح المكبس الهيدروليكي في النهاية مطرقة البخار لتشكيل المعادن.
لتوفير طاقة كبيرة الحجم كانت غير عملية للمحركات البخارية الفردية، تم تطوير الأنظمة الهيدروليكية للمحطة المركزية. تم استخدام الطاقة الهيدروليكية لتشغيل الرافعات والآلات الأخرى في الموانئ البريطانية وأماكن أخرى في أوروبا. كان أكبر نظام هيدروليكي في لندن. تم استخدام الطاقة الهيدروليكية على نطاق واسع في إنتاج الصلب بسيمر. كما تم استخدام الطاقة الهيدروليكية للمصاعد ولتشغيل أقفال القنوات والأقسام الدوارة للجسور. ظلت بعض هذه الأنظمة قيد الاستخدام حتى القرن العشرين.
أطلقت الجمعية الأمريكية للمهندسين الميكانيكيين (ASME) على هاري فرانكلين فيكرز لقب «أب الهيدروليكا الصناعية».[لماذا؟] 

## القوة ومضاعفة عزم الدوران
الميزة الأساسية للأنظمة الهيدروليكية هي القدرة على تطبيق القوة أو مضاعفة عزم الدوران بطريقة سهلة، بغض النظر عن المسافة بين المدخلات والمخرجات، دون الحاجة إلى تروس أو رافعات ميكانيكية، إما عن طريق تغيير المناطق الفعالة في أسطوانتين متصلتين أو الإزاحة الفعالة (cc / rev) بين المضخة والمحرك. في الحالات العادية، يتم الجمع بين النسب الهيدروليكية والقوة الميكانيكية أو نسبة عزم الدوران من أجل التصميمات المثلى للماكينة مثل حركات ذراع الرافعة ومحركات الجنزير للحفار.

### أمثلة

#### اثنين من الاسطوانات الهيدروليكية مترابطة
يبلغ نصف قطر الأسطوانة C1 بوصة واحدة، ويبلغ نصف قطر الأسطوانة C2 عشر بوصات. إذا كانت القوة المؤثرة على C1 هي 10 lbf، فإن القوة التي تمارسها C2 هي 1000 lbf لأن مساحة C2 أكبر بمئة مرة (S. = π r ²) مثل C1. الجانب السلبي لذلك هو أنه يجب عليك تحريك C1 مائة بوصة لتحريك C2 بوصة واحدة. الاستخدام الأكثر شيوعًا لهذا هو الرافعة الهيدروليكية الكلاسيكية حيث يتم توصيل أسطوانة ضخ ذات قطر صغير بأسطوانة الرفع ذات القطر الكبير.

#### المضخة والمحرك
إذا تم توصيل مضخة دورانية هيدروليكية بإزاحة 10 سم مكعب / دورة بمحرك هيدروليكي دوار بقدرة 100 سم مكعب / دورة، فإن عزم الدوران المطلوب لتشغيل المضخة يكون عُشر عزم الدوران ثم متاح في عمود المحرك، ولكن سرعة العمود (لفة / دقيقة) للمحرك هي أيضًا عُشر سرعة عمود المضخة. هذا المزيج هو في الواقع نفس نوع مضاعفة القوة مثل مثال الأسطوانة، فقط أن القوة الخطية في هذه الحالة هي قوة دورانية، تُعرف باسم عزم الدوران.
يُشار عادةً إلى هذين المثالين على أنه ناقل حركة هيدروليكي أو ناقل حركة هيدروستاتيكي يتضمن «نسبة تروس» هيدروليكية معينة.

## الدوائر الهيدروليكية
الدائرة الهيدروليكية عبارة عن نظام يشتمل على مجموعة مترابطة من المكونات المنفصلة التي تنقل السائل. قد يكون الغرض من هذا النظام هو التحكم في مكان تدفق السوائل (كما هو الحال في شبكة أنابيب سائل التبريد في نظام ديناميكي حراري) أو للتحكم في ضغط المائع (كما في المضخمات الهيدروليكية). على سبيل المثال، تستخدم الآلات الهيدروليكية دوائر هيدروليكية (يتم فيها دفع السائل الهيدروليكي، تحت الضغط، من خلال المضخات الهيدروليكية، والأنابيب، والخراطيم، والمحركات الهيدروليكية، والأسطوانات الهيدروليكية، وما إلى ذلك) لتحريك الأحمال الثقيلة. نهج وصف نظام السوائل من حيث المكونات المنفصلة مستوحى من نجاح نظرية الدائرة الكهربائية. تمامًا كما تعمل نظرية الدائرة الكهربائية عندما تكون العناصر منفصلة وخطية، تعمل نظرية الدائرة الهيدروليكية بشكل أفضل عندما تكون العناصر (المكون السلبي مثل الأنابيب أو خطوط النقل أو المكونات النشطة مثل حزم الطاقة أو المضخات) منفصلة وخطية. يعني هذا عادةً أن تحليل الدائرة الهيدروليكية يعمل بشكل أفضل مع الأنابيب الطويلة الرفيعة ذات المضخات المنفصلة، كما هو موجود في أنظمة تدفق العمليات الكيميائية أو الأجهزة الدقيقة.
تتكون الدائرة من المكونات التالية:
- المكونات النشطة.
  - حزمة الطاقة الهيدروليكية.
- خطوط نقل.
  - خراطيم المياه.
- مكونات سلبية.
  - اسطوانات هيدروليكية.

لكي يقوم السائل الهيدروليكي بعمله، يجب أن يتدفق إلى المشغل و / أو المحركات، ثم يعود إلى الخزان. ثم يتم ترشيح السائل وإعادة ضخه. يُطلق على المسار الذي يسلكه السائل الهيدروليكي الدائرة الهيدروليكية التي يوجد منها عدة أنواع.
- تستخدم الدوائر المركزية المفتوحة مضخات توفر تدفقاً مستمراً. يتم إرجاع التدفق إلى الخزان من خلال المركز المفتوح لصمام التحكم؛ أي عندما يتم توسيط صمام التحكم، فإنه يوفر مسار عودة مفتوحاً إلى الخزان ولا يتم ضخ السائل إلى ضغط مرتفع. خلاف ذلك، إذا تم تشغيل صمام التحكم، فإنه يوجه السائل من وإلى المشغل والخزان. سيرتفع ضغط السائل ليقابل أي مقاومة، لأن المضخة لها خرج ثابت. إذا ارتفع الضغط بشكل كبير، يعود السائل إلى الخزان من خلال صمام تنفيس الضغط. يمكن تكديس صمامات التحكم المتعددة في سلسلة . يمكن لهذا النوع من الدوائر أن يستخدم مضخات إزاحة ثابتة وغير مكلفة.
- توفر الدوائر المركزية المغلقة الضغط الكامل لصمامات التحكم، سواء تم تشغيل أي صمامات أم لا. تعمل المضخات على تغيير معدل تدفقها، حيث تضخ القليل جدًا من السوائل الهيدروليكية حتى يقوم المشغل بتشغيل الصمام. لذلك لا يحتاج بكرة الصمام إلى مسار عودة مفتوح من المركز إلى الخزان. يمكن توصيل الصمامات المتعددة بترتيب متوازي ويكون ضغط النظام متساويًا لجميع الصمامات.

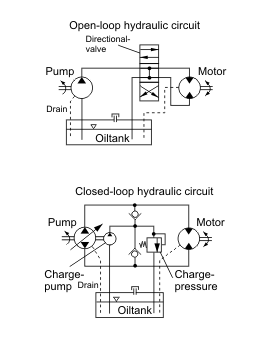
دوائر الحلقة المفتوحة والحلقة المغلقة

### دوائر الحلقة المفتوحة
الحلقة المفتوحة: يتم توصيل مدخل المضخة وعودة المحرك (عبر صمام الاتجاه) بالخزان الهيدروليكي. ينطبق مصطلح حلقة على ردود الفعل؛ المصطلح الأكثر صحة هو «الدائرة» المفتوحة مقابل الدائرة المغلقة. تستخدم الدوائر المركزية المفتوحة مضخات توفر تدفقًا مستمرًا. يتم إرجاع التدفق إلى الخزان من خلال المركز المفتوح لصمام التحكم؛ أي عندما يتم توسيط صمام التحكم، فإنه يوفر مسار عودة مفتوحًا إلى الخزان ولا يتم ضخ السائل إلى ضغط مرتفع. خلاف ذلك، إذا تم تشغيل صمام التحكم، فإنه يوجه السائل من وإلى المشغل والخزان. سيرتفع ضغط السائل ليقابل أي مقاومة، لأن المضخة لها خرج ثابت. إذا ارتفع الضغط بشكل كبير، يعود السائل إلى الخزان من خلال صمام تنفيس الضغط. يمكن تكديس صمامات التحكم المتعددة في سلسلة. يمكن أن يستخدم هذا النوع من الدوائر مضخات إزاحة ثابتة وغير مكلفة.

### دوائر الحلقة المغلقة
الحلقة المغلقة: يتم توصيل عودة المحرك مباشرة بمدخل المضخة. للحفاظ على الضغط على جانب الضغط المنخفض، تحتوي الدوائر على مضخة شحن (مضخة تروس صغيرة) تزود جانب الضغط المنخفض بالزيت المبرد والمفلتر. تُستخدم الدوائر ذات الحلقة المغلقة بشكل عام لعمليات النقل الهيدروستاتيكي في التطبيقات المتنقلة. المزايا: لا يوجد صمام اتجاهي واستجابة أفضل، يمكن أن تعمل الدائرة بضغط أعلى. تغطي زاوية دوران المضخة كلا من اتجاه التدفق الإيجابي والسلبي. العيوب: لا يمكن استخدام المضخة في أي وظيفة هيدروليكية أخرى بطريقة سهلة ويمكن أن يكون التبريد مشكلة بسبب التبادل المحدود لتدفق الزيت. يجب أن تحتوي أنظمة الحلقة المغلقة عالية الطاقة عمومًا على «صمام تدفق» مُجمَّع في الدائرة من أجل تبادل تدفق أكبر بكثير من تدفق التسرب الأساسي من المضخة والمحرك، من أجل زيادة التبريد والتصفية. عادةً ما يتم دمج صمام التدفق في مبيت المحرك للحصول على تأثير تبريد للزيت الذي يدور في غلاف المحرك نفسه. يمكن أن تكون الخسائر في غلاف المحرك من تأثيرات الدوران والخسائر في المحامل الكروية كبيرة حيث ستصل سرعات المحرك إلى 4000-5000 لفة / دقيقة أو أكثر عند أقصى سرعة للمركبة. يجب أن يتم توفير تدفق التسرب وكذلك تدفق التدفق الإضافي بواسطة مضخة الشحن. وبالتالي، فإن مضخة الشحن الكبيرة مهمة جدًا إذا كان ناقل الحركة مصمماً للضغط العالي وسرعات المحرك العالية. عادة ما تكون درجة حرارة الزيت المرتفعة مشكلة كبيرة عند استخدام ناقل الحركة الهيدروستاتيكي بسرعات عالية للمركبة لفترات أطول، على سبيل المثال عند نقل الماكينة من مكان عمل إلى آخر. ستؤدي درجات حرارة الزيت المرتفعة لفترات طويلة إلى تقليل عمر ناقل الحركة بشكل كبير. للحفاظ على درجة حرارة الزيت منخفضة، يجب خفض ضغط النظام أثناء النقل، مما يعني أن الحد الأدنى للإزاحة للمحرك يجب أن يقتصر على قيمة معقولة. يوصى بضغط الدائرة أثناء النقل حوالي 200-250 بار.
تُستخدم أنظمة الحلقة المغلقة في المعدات المتنقلة بشكل عام للإرسال كبديل لعمليات النقل الميكانيكية والهيدروديناميكية (المحول). الميزة هي نسبة التروس غير المتدرجة (السرعة المتغيرة باستمرار / عزم الدوران) والتحكم الأكثر مرونة في نسبة التروس حسب الحمل وظروف التشغيل. يقتصر ناقل الحركة الهيدروستاتيكي بشكل عام على حوالي 200 كيلوواط أقصى طاقة، حيث أن التكلفة الإجمالية تصبح عالية جدًا عند استخدام طاقة أعلى مقارنةً بناقل الحركة الهيدروديناميكي. لذلك فإن اللوادر الكبيرة على سبيل المثال والآلات الثقيلة عادة ما تكون مجهزة بمحول نقل الحركة. لقد أدت الإنجازات التقنية الأخيرة لنقل المحولات إلى تحسين الكفاءة كما أدت التطورات في البرنامج إلى تحسين الخصائص، على سبيل المثال برامج تبديل التروس القابلة للتحديد أثناء التشغيل والمزيد من خطوات التروس، مما يمنحها خصائص قريبة من ناقل الحركة الهيدروستاتيكي.

## الضغط المستمر وأنظمة استشعار الحمل
غالبًا ما تكون عمليات النقل الهيدروستاتيكي للآلات التي تتحرك على الأرض، مثل اللوادر المجنزرة، مزودة بـ «دواسة بوصة» منفصلة تُستخدم لزيادة عدد دورات محرك الديزل مؤقتًا مع تقليل سرعة السيارة من أجل زيادة خرج الطاقة الهيدروليكية المتاح للعمل المكونات الهيدروليكية بسرعات منخفضة وزيادة جهد الجر. تشبه الوظيفة إيقاف صندوق تروس المحول عند سرعة دوران المحرك العالية. تؤثر وظيفة البوصة على الخصائص المحددة مسبقًا لنسبة التروس «الهيدروستاتيكية» مقابل عدد دورات محرك الديزل في الدقيقة.

### أنظمة الضغط المستمر (CP)
توجد الدوائر المركزية المغلقة في تكوينين أساسيين، يتعلقان عادةً بمنظم المضخة المتغيرة التي تزود الزيت:
- أنظمة الضغط المستمر (CP-system)، قياسي. يساوي ضغط المضخة دائمًا إعداد الضغط لمنظم المضخة. يجب أن يغطي هذا الإعداد الحد الأقصى لضغط الحمل المطلوب. توفر المضخة التدفق وفقًا لمجموع التدفق المطلوب للمستهلكين. يولد نظام (CP) خسائر كبيرة في الطاقة إذا كانت الآلة تعمل مع اختلافات كبيرة في ضغط الحمل وكان متوسط ضغط النظام أقل بكثير من إعداد الضغط لمنظم المضخة. نظام ضغط (CP) هو نظام بسيط في التصميم، ويعمل كنظام هوائي. يمكن بسهولة إضافة وظائف هيدروليكية جديدة والنظام سريع الاستجابة.
- أنظمة الضغط المستمر (CP-system)، بدون حمولة. نفس التكوين الأساسي لنظام (CP) «القياسي» ولكن يتم تفريغ المضخة إلى ضغط احتياطي منخفض عندما تكون جميع الصمامات في وضع محايد. ليست استجابة سريعة مثل نظام (CP) القياسي ولكن عمر المضخة يطول.

### أنظمة استشعار الحمل (LS- system)
تولد أنظمة استشعار الحمل (LS) فقدًا أقل للطاقة حيث يمكن للمضخة تقليل كل من التدفق والضغط لمطابقة متطلبات الحمل، ولكنها تتطلب ضبطًا أكثر من نظام (CP) فيما يتعلق باستقرار النظام. يتطلب نظام (LS) أيضًا صمامات منطقية إضافية وصمامات موازنة في الصمامات الاتجاهية، وبالتالي فهو أكثر تعقيدًا من الناحية الفنية وأكثر تكلفة من نظام (CP). يولد نظام (LS) فقدًا ثابتًا للطاقة متعلقًا بانخفاض الضغط المنظم لمنظم المضخة:
{\displaystyle Powerloss=\Delta p_{LS}\cdot Q_{tot}}
المتوسط {\displaystyle \Delta p_{LS}} حوالي 2 ميجا باسكال (290 رطل / بوصة مربعة). إذا كان تدفق المضخة مرتفعًا، فقد تكون الخسارة الإضافية كبيرة. يزداد فقدان الطاقة أيضًا إذا تباينت ضغوط الحمل كثيرًا. يجب تصميم مناطق الأسطوانة وحالات إزاحة المحرك وأذرع عزم الدوران الميكانيكية لتتناسب مع ضغط الحمل من أجل تقليل فقد الطاقة. يساوي ضغط المضخة دائمًا الحد الأقصى لضغط الحمل عندما يتم تشغيل عدة وظائف في وقت واحد ويكون إدخال الطاقة للمضخة مساويًا (أقصى ضغط للحمل + p LS) × مجموع التدفق.

### خمسة أنواع أساسية من أنظمة استشعار الحمولة
1. استشعار الحمل بدون معوضات في الصمامات الاتجاهية. مضخة (LS) ذات التحكم الهيدروليكي.
2. مستشعر للحمل مع معوض تيار لكل صمام اتجاهي متصل. مضخة (LS) ذات التحكم الهيدروليكي.
3. استشعار الحمل مع التيار السفلي لكل صمام اتجاهي متصل. مضخة (LS) ذات التحكم الهيدروليكي.
4. استشعار الحمل بمزيج من معوضات التيار الصاعد والتيار السفلي . مضخة (LS) ذات التحكم الهيدروليكي.
5. استشعار الحمل مع التزامن، إزاحة المضخة التي يتم التحكم فيها كهربائيًا والتحكم الكهربائي.

منطقة تدفق الصمامات لاستجابة أسرع وزيادة الاستقرار وتقليل خسائر النظام. هذا نوع جديد من نظام (LS)، لم يتم تطويره بالكامل بعد.
من الناحية الفنية، يمكن تركيب المعوض أسفل التيار في كتلة الصمام ماديًا «تيار أعلى»، ولكنه يعمل كمعوض للتيار السفلي.
نوع النظام (3) يعطي ميزة أن الوظائف النشطة متزامنة بشكل مستقل عن سعة تدفق المضخة. تظل علاقة التدفق بين وظيفتين أو أكثر من الوظائف النشطة مستقلة عن ضغوط الحمل، حتى إذا وصلت المضخة إلى أقصى زاوية للدوران. هذه الميزة مهمة للآلات التي غالبًا ما تعمل بالمضخة بأقصى زاوية دوران ومع العديد من الوظائف النشطة التي يجب مزامنتها في السرعة، مثل الحفارات. مع نظام النوع (4)، تكون الأولوية للوظائف التي تحتوي على معوضات التدفق. مثال: وظيفة التوجيه للجرافة. عادةً ما يكون لنوع النظام المزود بمعوضات التدفق السفلي علامة تجارية فريدة اعتمادًا على الشركة المصنعة للصمامات، على سبيل المثال: (ليندي هيدروليكا) و (بوش ريكسروث الهيدروليكية)،(باركر للمكونات الهيدروليكية) إلخ. لم يتم إنشاء أي اسم موحد رسمي لهذا النوع من النظام ولكن فلوشيرنج هو اسم شائع له.

## عناصر

### مضخة هيدروليكية

منظر مفجر لمضخة ترسية خارجية.

توفر المضخات الهيدروليكية السوائل لمكونات النظام. يتطور الضغط في النظام كرد فعل للحمل. وبالتالي، فإن المضخة المصنفة لـ 5000 رطل لكل بوصة مربعة قادرة على الحفاظ على التدفق مقابل حمل يبلغ 5000 رطل لكل بوصة مربعة.
تتمتع المضخات بقدرة أكبر بحوالي عشر مرات من كثافة المحرك الكهربائي (من حيث الحجم). وهي تعمل بواسطة محرك كهربائي أو محرك، على اتصال من خلال التروس، والأحزمة، أو مرنة من اللدائن المرنة اقتران لتقليل الاهتزاز.
الأنواع الشائعة من المضخات الهيدروليكية لتطبيقات الآلات الهيدروليكية هي:
- مضخة تروس: رخيصة ومتينة (خاصة في شكل (g-rotor))، بسيطة. أقل كفاءة، لأنها إزاحة ثابتة، ومناسبة بشكل أساسي للضغوط التي تقل عن 20 ميجا باسكال (3000 رطل / بوصة مربعة).
- مضخة ريشة: رخيصة وبسيطة وموثوقة. جيد لإخراج ضغط منخفض عالي التدفق.
- مضخة مكبس محورية: كثير منها مصمم بآلية متغيرة الإزاحة لتغيير تدفق الخرج للتحكم الآلي في الضغط. هناك العديد من تصميمات مضخة المكبس المحورية، بما في ذلك لوحة التبديل (يشار إليها أحيانًا بمضخة لوحة الصمام) وكرة الفحص (يشار إليها أحيانًا بمضخة لوحة متذبذبة). الأكثر شيوعًا هي المضخة ذات لوحة سواشبلايت. يتسبب اللوح  [لغات أخرى]‏ المتغير بزاوية متغيرة في قيام المكابس بتبادل مسافة أكبر أو أقل لكل دوران، مما يسمح بتغيير معدل تدفق المخرجات والضغط (تؤدي زاوية الإزاحة الأكبر إلى ارتفاع معدل التدفق وانخفاض الضغط والعكس بالعكس).
- مضخة المكبس الشعاعي: تُستخدم عادةً للضغط العالي جدًا عند التدفقات الصغيرة.

تعد مضخات المكبس أغلى من المضخات ذات التروس أو الريشة، ولكنها توفر عمرًا أطول عندما تعمل بضغط أعلى، مع السوائل الصعبة ودورات العمل المستمرة الأطول. تشكل مضخات المكبس نصف ناقل الحركة الهيدروستاتيكي.

### صمامات التحكم

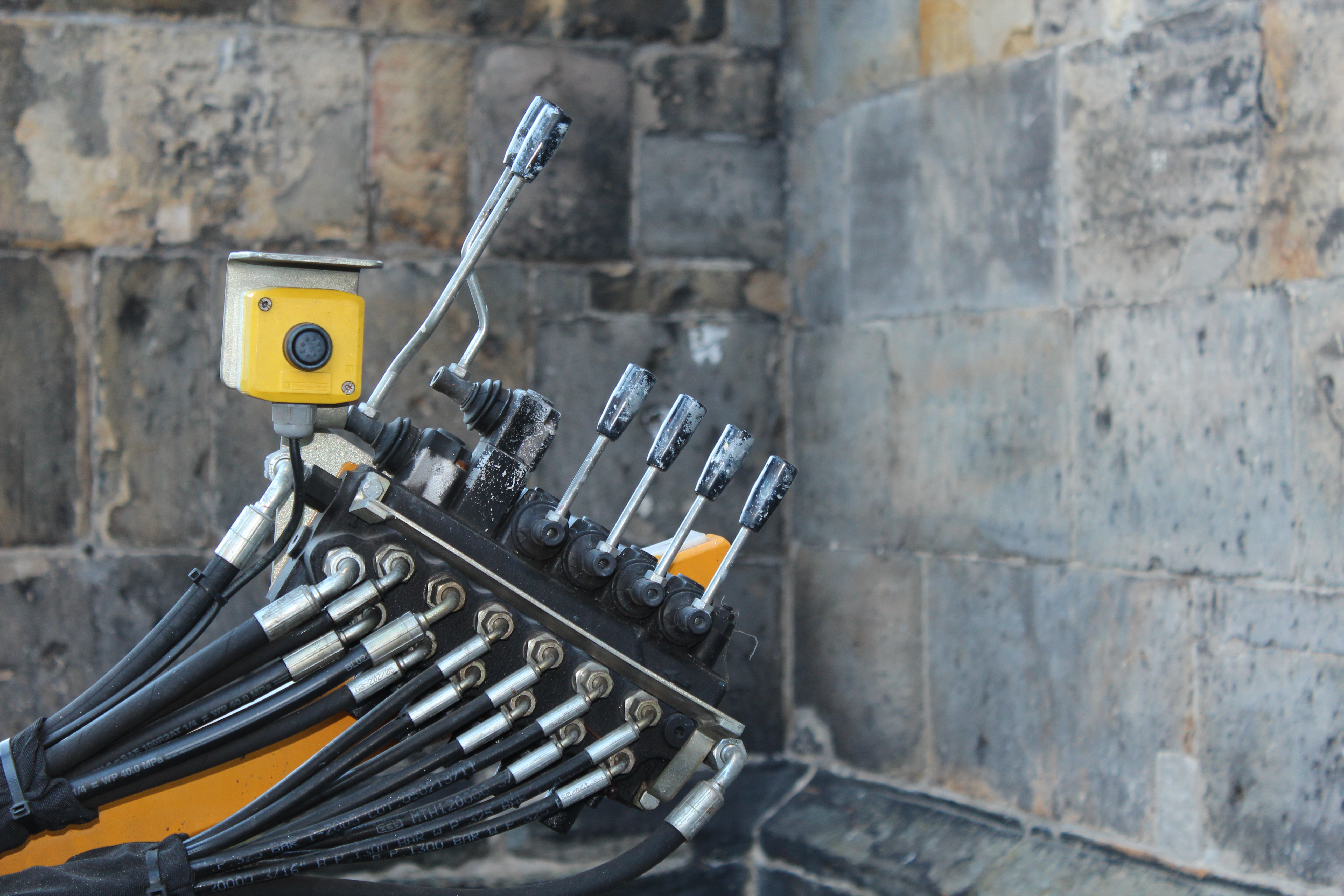
صمامات التحكم في رافعة مقصية

تقوم صمامات التحكم في الاتجاه بتوجيه السائل إلى المشغل المطلوب. تتكون عادة من بكرة داخل حاوية من الحديد الزهر أو الفولاذ. ينزلق التخزين المؤقت إلى مواضع مختلفة في الهيكل، وتوجه الأخاديد والقنوات المتقاطعة السائل بناءً على موضع التخزين المؤقت.
يحتوي التخزين المؤقت على وضع مركزي (محايد) يتم الحفاظ عليه بالينابيع؛ في هذا الوضع يتم حظر سائل الإمداد أو إعادته إلى الخزان. يؤدي تحريك البكرة إلى جانب واحد إلى توجيه السائل الهيدروليكي إلى مشغل ويوفر مسار عودة من المشغل إلى الخزان. عندما يتم نقل التخزين المؤقت إلى الاتجاه المعاكس، يتم تبديل مسارات الإمداد والعودة. عندما يُسمح للبكرة بالعودة إلى الوضع المحايد (المركز)، يتم حظر مسارات سائل المحرك، مما يؤدي إلى تثبيته في موضعه.
عادة ما يتم تصميم صمامات التحكم الاتجاهية لتكون قابلة للتكديس، مع وجود صمام واحد لكل أسطوانة هيدروليكية، ومدخل سائل واحد يزود جميع الصمامات الموجودة في المكدس.
تكون التفاوتات ضيقة للغاية من أجل التعامل مع الضغط العالي وتجنب التسرب، وعادة ما يكون للمكبات خلوص مع مبيت أقل من جزء من الألف من البوصة (25) µ م). سيتم تثبيت كتلة الصمام على إطار الماكينة بنمط ثلاثي النقاط لتجنب تشويه كتلة الصمام والتشويش على المكونات الحساسة للصمام.
يمكن تشغيل موضع التخزين المؤقت بواسطة رافعات ميكانيكية أو ضغط طيار هيدروليكي أو ملفات لولبية تدفع البكرة إلى اليسار أو اليمين. يسمح الختم لجزء من البكرة أن يبرز خارج الهيكل، حيث يمكن للمشغل الوصول إليه.
عادةً ما تكون كتلة الصمام الرئيسية عبارة عن كومة من صمامات التحكم في الاتجاه الموجودة خارج الرف والتي يتم اختيارها من خلال سعة التدفق والأداء. تم تصميم بعض الصمامات لتكون متناسبة (معدل التدفق متناسب مع موضع الصمام)، بينما قد يكون البعض الآخر ببساطة في وضع الإيقاف. يعد صمام التحكم أحد أغلى الأجزاء وأكثرها حساسية في الدائرة الهيدروليكية.
- تستخدم صمامات تخفيف الضغط في عدة أماكن في الآلات الهيدروليكية ؛ في دائرة الإرجاع للحفاظ على قدر ضئيل من الضغط للفرامل والخطوط التجريبية وما إلى ذلك، على الأسطوانات الهيدروليكية، لمنع التحميل الزائد وتمزق الخط / الختم الهيدروليكي. على الخزان الهيدروليكي، للحفاظ على ضغط إيجابي صغير يستبعد الرطوبة والتلوث.
- تعمل منظمات الضغط على تقليل ضغط إمداد السوائل الهيدروليكية حسب الحاجة للدوائر المختلفة.
- تتحكم صمامات التسلسل في تسلسل الدوائر الهيدروليكية ؛ لضمان تمديد أسطوانة هيدروليكية بالكامل قبل أن تبدأ أخرى شوطها، على سبيل المثال. يمكن أن الدوائر الهيدروليكية إجراء سلسلة من العمليات تلقائيا، مثل رحلة إعادة الإغلاق ثلاث مرات، ثم تأمين، لمقاطعة النفط قواطع إعادة الإغلاق.[9]
- توفر الصمامات المكوكية منطقًا أو وظيفة.
- صمامات الفحص هي صمامات أحادية الاتجاه، مما يسمح للمجمع بشحن والحفاظ على ضغطه بعد إيقاف تشغيل الماكينة، على سبيل المثال.
- صمامات الفحص التجريبية التي يتم التحكم فيها هي صمام أحادي الاتجاه يمكن فتحه (لكلا الاتجاهين) بواسطة إشارة ضغط خارجية. على سبيل المثال، إذا كان يجب عدم تحميل الحمولة بواسطة صمام الفحص بعد الآن. غالبًا ما يأتي الضغط الأجنبي من الأنبوب الآخر المتصل بالمحرك أو الأسطوانة.
- صمامات الموازنة هي في الواقع نوع خاص من صمامات الفحص التي يتم التحكم فيها بشكل تجريبي. في حين أن صمام الفحص مفتوح أو مغلق، يعمل صمام الموازنة إلى حد ما مثل التحكم في التدفق المتحكم فيه بشكل تجريبي.
- صمامات الخرطوشة هي في الواقع الجزء الداخلي من صمام الفحص ؛ فهي موجودة على الرف مع مغلف قياسي، مما يجعلها سهلة لملء مجموعة الصمامات المسجلة الملكية. كانت متوفرة في العديد من التكوينات ؛ تشغيل / إيقاف، متناسب، تخفيف الضغط، إلخ. يتم ربطها بشكل عام في كتلة الصمام ويتم التحكم فيها كهربائيًا لتوفير وظائف منطقية وآلية.
- الصمامات الهيدروليكية هي أجهزة أمان مضمنة مصممة لإغلاق الخط الهيدروليكي تلقائيًا إذا أصبح الضغط منخفضًا جدًا، أو تنفيس السوائل بأمان إذا أصبح الضغط مرتفعًا جدًا.
- قد يكون صمامات المساعدة في الأنظمة الهيدروليكية المعقدة كتل صمام إضافية للتعامل مع الواجبات المختلفة الغيب إلى المشغل، مثل تراكم الشحن والتبريد تشغيل مروحة، القوة الجوية تكييف، الخ عادة ما تكون صمامات مخصصة مصممة لآلة معينة، وقد تتكون من كتلة معدنية ذات منافذ وقنوات محفورة. يتم توصيل صمامات الخرطوشة في المنافذ ويمكن التحكم فيها كهربائيًا بواسطة مفاتيح أو معالج دقيق لتوجيه طاقة السوائل حسب الحاجة.

### المحركات
- اسطوانة هيدروليكية.
- محرك هيدروليكي (مضخة تسقط في الاتجاه المعاكس)؛ تستخدم المحركات الهيدروليكية ذات التكوين المحوري ألواح التبديل  [لغات أخرى]‏ للتحكم الدقيق للغاية وأيضًا في آليات تحديد المواقع بدقة «بدون توقف» (360 درجة). غالبًا ما يتم تشغيلها بواسطة العديد من المكابس الهيدروليكية التي تعمل بالتتابع.
- ناقل الحركة الهيدروستاتيكي.
- الفرامل.

### خزان
يحتفظ خزان السائل الهيدروليكي بالسائل الهيدروليكي الزائد لاستيعاب تغيرات الحجم من: تمديد وانكماش الأسطوانة، التمدد والانكماش الناتج عن درجة الحرارة، والتسريبات. تم تصميم الخزان أيضًا للمساعدة في فصل الهواء عن السائل وأيضًا العمل كمركب حراري لتغطية الخسائر في النظام عند استخدام ذروة الطاقة. يتعرض مهندسو التصميم دائمًا لضغوط لتقليل حجم الخزانات الهيدروليكية، بينما يقدر مشغلو المعدات دائمًا الخزانات الأكبر. يمكن أن تساعد الخزانات أيضًا في فصل الأوساخ والجسيمات الأخرى عن الزيت، حيث تستقر الجسيمات عمومًا في قاع الخزان. تتضمن بعض التصميمات قنوات تدفق ديناميكية على مسار عودة المائع تسمح بخزان أصغر.

### المراكم
تعتبر المراكم جزءًا شائعًا من الآلات الهيدروليكية. وظيفتها هي تخزين الطاقة باستخدام الغاز المضغوط. نوع واحد هو أنبوب مع مكبس عائم. يوجد على جانب واحد من المكبس شحنة غاز مضغوط، وعلى الجانب الآخر يوجد سائل. تستخدم المثانة في تصميمات أخرى. الخزانات تخزن سوائل النظام.
من أمثلة استخدامات المركم الطاقة الاحتياطية للتوجيه أو الفرامل، أو للعمل كممتص صدمات للدائرة الهيدروليكية.

### سائل هيدروليكي
يُعرف أيضًا باسم سائل الجرار، السائل الهيدروليكي هو عمر الدائرة الهيدروليكية. عادة ما يكون زيت بترول مع إضافات مختلفة. تتطلب بعض الآلات الهيدروليكية سوائل مقاومة للحريق، اعتمادًا على تطبيقاتها. في بعض المصانع التي يتم فيها تحضير الطعام، يتم استخدام زيت الطعام أو الماء كسائل عامل لأسباب تتعلق بالصحة والسلامة.
بالإضافة إلى نقل الطاقة، يحتاج المائع الهيدروليكي إلى تشحيم المكونات، وتعليق الملوثات وبرادات المعادن لنقلها إلى المرشح، والعمل بشكل جيد حتى عدة مئات من درجات فهرنهايت أو مئوية.

### المرشحات
تعد المرشحات جزءًا مهمًا من الأنظمة الهيدروليكية التي تزيل الجسيمات غير المرغوب فيها من السوائل. يتم إنتاج الجزيئات المعدنية باستمرار بواسطة مكونات ميكانيكية وتحتاج إلى إزالتها مع الملوثات الأخرى.
قد يتم وضع المرشحات في العديد من المواقع. قد يكون المرشح موجودًا بين الخزان ومأخذ المضخة. سيؤدي انسداد المرشح إلى حدوث تجويف وربما تعطل المضخة. يقع المرشح أحيانًا بين المضخة وصمامات التحكم. يعد هذا الترتيب أكثر تكلفة، نظرًا لأن غلاف المرشح مضغوط، ولكنه يزيل مشاكل التجويف ويحمي صمام التحكم من أعطال المضخة. موقع المرشح الشائع الثالث هو قبل دخول خط العودة إلى الخزان مباشرة. هذا الموقع غير حساس نسبيًا للانسداد ولا يتطلب مبيتًا مضغوطًا، لكن الملوثات التي تدخل الخزان من مصادر خارجية لا يتم ترشيحها حتى تمر عبر النظام مرة واحدة على الأقل. تستخدم المرشحات من 7 ميكرون إلى 15 ميكرون حسب درجة لزوجة الزيت الهيدروليكي.

### الأنابيب والمواسير والخراطيم
الأنابيب الهيدروليكية عبارة عن أنابيب فولاذية غير ملحومة دقيقة، تم تصنيعها خصيصًا للمكونات الهيدروليكية. الأنابيب لها أحجام قياسية لنطاقات ضغط مختلفة، بأقطار قياسية تصل إلى 100 مم. يتم توفير الأنابيب من قبل الشركات المصنعة بأطوال 6 أمتار، وتنظيفها وتزييتها وتوصيلها. الأنابيب متصلة ببعضها البعض بواسطة أنواع مختلفة من الفلنجات (خاصة للأحجام والضغوط الأكبر)، ومخاريط اللحام / الحلمات (مع الختم الدائري الدائري)، وعدة أنواع من وصلات التوهج وبحلقات القطع. في الأحجام الكبيرة، يتم استخدام الأنابيب الهيدروليكية. الربط المباشر للأنابيب باللحام غير مقبول لأنه لا يمكن فحص الجزء الداخلي.
يتم استخدام الأنبوب الهيدروليكي في حالة عدم توفر الأنابيب الهيدروليكية القياسية. عموما تستخدم هذه للضغط المنخفض. يمكن توصيلها بوصلات ملولبة، ولكن عادة عن طريق اللحامات. نظرًا للأقطار الأكبر، يمكن عادةً فحص الأنبوب داخليًا بعد اللحام. الأنبوب الأسود غير مجلفن ومناسب للحام.
يتم تصنيف الخرطوم الهيدروليكي من خلال توافق الضغط ودرجة الحرارة والسوائل. تُستخدم الخراطيم عندما لا يمكن استخدام الأنابيب أو الأنابيب، عادةً لتوفير المرونة لتشغيل الماكينة أو صيانتها. تم بناء الخرطوم بطبقات من المطاط والفولاذ. الجزء الداخلي من المطاط محاط بطبقات متعددة من الأسلاك المنسوجة والمطاط. الجزء الخارجي مصمم لمقاومة التآكل. تم تصميم نصف قطر الانحناء للخرطوم الهيدروليكي بعناية في الماكينة، نظرًا لأن أعطال الخرطوم يمكن أن تكون مميتة، وسيؤدي انتهاك الحد الأدنى لنصف قطر الانحناء للخرطوم إلى حدوث عطل. تحتوي الخراطيم الهيدروليكية بشكل عام على تركيبات فولاذية مائلة على الأطراف. الجزء الأضعف من خرطوم الضغط العالي هو توصيل الخرطوم بالتركيب. عيب آخر للخراطيم هو العمر الافتراضي الأقصر للمطاط الذي يتطلب الاستبدال الدوري، عادة كل خمس إلى سبع سنوات.
يتم تزييت الأنابيب والأنابيب الخاصة بالتطبيقات الهيدروليكية n داخليًا قبل بدء تشغيل النظام. عادة ما يتم طلاء الأنابيب الفولاذية بالخارج. عند استخدام التوهج وأدوات التوصيل الأخرى، تتم إزالة الطلاء من تحت الصمولة، وهو مكان يمكن أن يبدأ فيه التآكل. لهذا السبب، تكون معظم الأنابيب في التطبيقات البحرية من الفولاذ المقاوم للصدأ.

### الأختام والتجهيزات والوصلات
تحتاج مكونات النظام الهيدروليكي [المصادر (مثل المضخات) وأجهزة التحكم (مثل الصمامات) والمشغلات (مثل الأسطوانات)] إلى وصلات تحتوي على السائل الهيدروليكي وتوجهه دون تسريب أو فقدان الضغط الذي يجعلها تعمل. في بعض الحالات، يمكن تصنيع المكونات لتثبيتها مع مسارات السوائل المدمجة. ومع ذلك، في كثير من الحالات، يتم استخدام أنابيب صلبة أو خراطيم مرنة لتوجيه التدفق من مكون إلى آخر. يحتوي كل مكون على نقاط دخول وخروج للسوائل المعنية (تسمى المنافذ) وفقًا لمقدار السائل المتوقع أن يمر عبره.
هناك عدد من الطرق الموحدة المستخدمة لربط الخرطوم أو الأنبوب بالمكون. بعضها مصمم لسهولة الاستخدام والخدمة، والبعض الآخر أفضل لضغط النظام الأعلى أو التحكم في التسرب. الطريقة الأكثر شيوعًا، بشكل عام، هي توفير منفذ ملولب أنثوي في كل مكون، على كل خرطوم أو أنبوب صمولة أسيرة ذات سن أنثى، واستخدام محول منفصل مناسب مع خيوط ذكر مطابقة لربط الإثنين. هذا وظيفي، واقتصادي في التصنيع، وسهل الخدمة.
تخدم التركيبات عدة أغراض:
1. لربط المكونات بمنافذ بأحجام مختلفة.
2. لتجسير المعايير المختلفة؛ رئيس الحلقة (O) إلى (JIC)، أو خيوط الأنابيب لمواجهة الختم، على سبيل المثال.
3. للسماح بالتوجيه الصحيح للمكونات، يتم اختيار تركيبات 90 درجة أو 45 درجة أو مستقيم أو دوار حسب الحاجة. تم تصميمها بحيث يتم وضعها في الاتجاه الصحيح ثم شدها.
4. لدمج أجهزة الحاجز لتمرير السائل عبر جدار عائق.
5. يمكن إضافة تركيبات الفصل السريع إلى الماكينة دون تعديل الخراطيم أو الصمامات

قد تحتوي قطعة نموذجية من الآلات أو المعدات الثقيلة على آلاف من نقاط الاتصال المختومة وأنواع مختلفة:
- تركيبات الأنابيب، يتم تثبيت الوصلة ببراغي حتى إحكام ربطها، ويصعب توجيه التركيبات الزاوية بشكل صحيح دون تشديد أكثر أو أسفل.
- رئيس الحلقة (O)، يتم تثبيت التركيب في رئيس وتوجيهه حسب الحاجة، ويشدد الجوز الإضافي على التركيب والغسالة والحلقة (o) في مكانها.
- تركيبات التوهج، هي أختام ضغط من المعدن إلى المعدن مشوهة بصامولة مخروطية ومضغوطة في تزاوج مضيئة.
- يتم تثبيت ختم الوجه، والشفاه المعدنية مع الأخدود وختم الحلقة (o) معًا.
- أختام العارضة هي أختام معدنية باهظة الثمن تستخدم في المقام الأول في الطائرات.
- الأختام المتعرجة، والأنابيب متصلة بالتركيبات التي يتم تبديلها بشكل دائم في مكانها. تستخدم في المقام الأول في الطائرات.

الأختام المرنة (رئيس الحلقة O وختم الوجه) هي أكثر أنواع الأختام شيوعًا في المعدات الثقيلة وهي قادرة على إحكام غلق 6000+ psi (40+ MPa) من ضغط السوائل بشكل موثوق.

## ملحوظات
- تحليل نظام الطاقة الهيدروليكية، A. Akers، M. Gassman، & R. Smith، Taylor & Francis، New York، 2006،(ردمك 0-8247-9956-9).

## روابط خارجية
- حقائق تستحق معرفتها حول المكونات الهيدروليكية، هيدروليك دانفوس، ملف pdf 1.4 ميجا بايت.
- إعادة طباعة الدليل الميداني للجيش الأمريكي 5-499 عبر الإنترنت.
- تتوفر معلومات حول قوة السوائل أيضًا على موقع National Fluid * Power Association على الويب nfpa.com.